# Veľké Dvorníky
Veľké Dvorníky este o comună slovacă, aflată în districtul Dunajská Streda din regiunea Trnava. Localitatea se află la altitudinea de 114 m deasupra n.m., se întinde pe o suprafață de 7,99 km2 și în 2017 număra 1.245 de locuitori.

## Istoric
Localitatea Veľké Dvorníky este atestată documentar din 1252.

## Demografie
| An:                | 1994 | 2004    | 2014    | 2024    |
| ------------------ | ---- | ------- | ------- | ------- |
| Număr de persoane: | 727  | 874     | 1117    | 1373    |
| Diferență:         |      | +20,22% | +27,80% | +22,91% |

| An:                | 2023 | 2024   |
| ------------------ | ---- | ------ |
| Număr de persoane: | 1383 | 1373   |
| Diferență:         |      | −0,72% |